# یواس‌اس جویت (سی‌جی-۲۹)
یواس‌اس جویت (سی‌جی-۲۹) (به انگلیسی: USS Jouett (CG-29)) یک کشتی بود که طول آن ۵۴۷ فوت (۱۶۷ متر) بود. این کشتی در سال ۱۹۶۴ ساخته شد.